# Daniel Boone
Daniel Boone (2 novembre de 1734 - 26 setembre de 1820) va ser un pioner, explorador i militar estatunidenc. A través de les seves gestes a la frontera, de fet i de ficció, Boone es va convertir en un dels primers herois populars dels Estats Units. Boone és més famós per la seva exploració i colonització del territori que avui és Kentucky, que llavors formava part de Virgínia però a l'altre costat de les Muntanyes Apalatxes lluny de les àrees poblades de la colònia.

## Wilderness Road

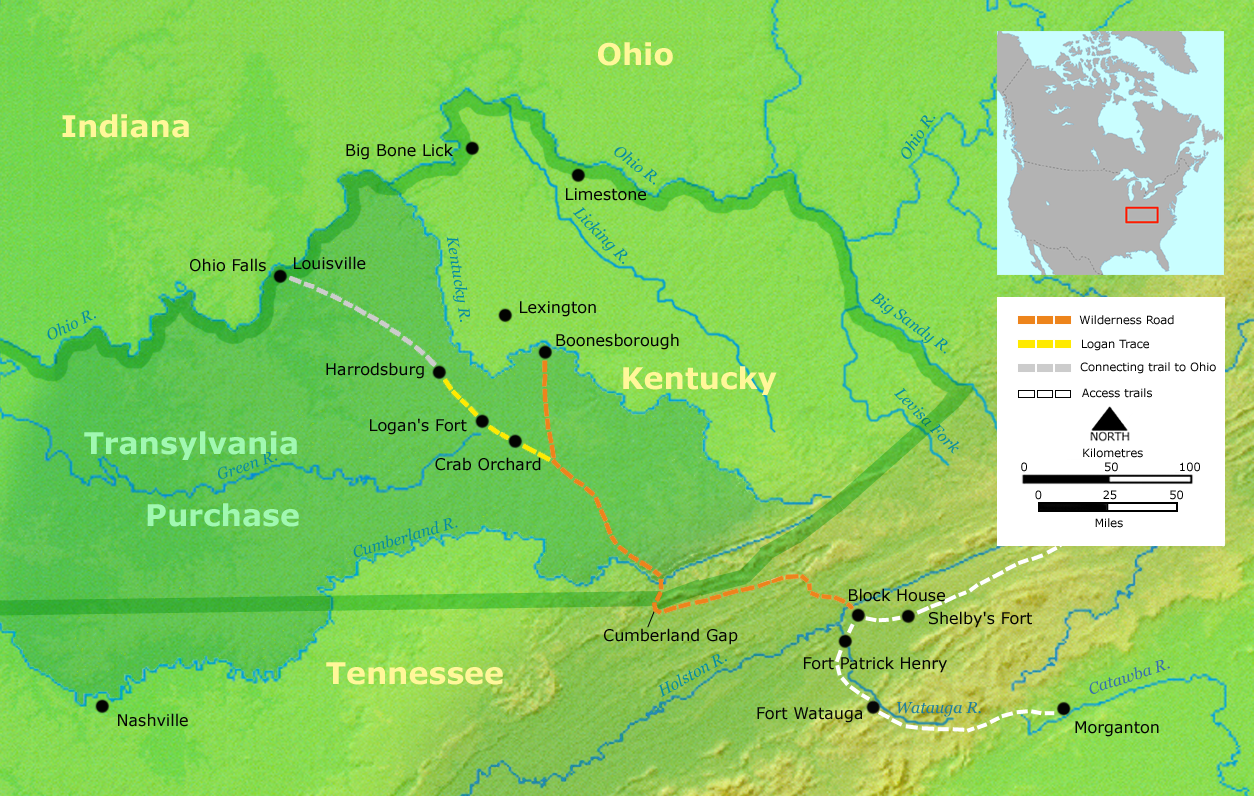
Ruta del Wilderness Road

El 1775, Boone va marcar l'anomenat Wilderness Road a través de la collada de Cumberland (Cumberland Gap), un pas situat a les Muntanyes Apalatxes des de Carolina del Nord i Tennessee fins a Kentucky tot i certa resistència dels pobles nadius com els shawnee. Abans del final del segle xviii, més de 200.000 nord-americans havien emigrat a Kentucky seguint la ruta marcada per Boone. Quan era jove, Boone va complementar la seva renda agrícola amb la caça i la venda de pells. A través d'aquest interès ocupacional, Boone va aprendre rutes fàcils per la zona. A Kentucky, va fundar Boonesborough, un dels primers assentaments nord-americans a l'oest de les Apalatxes.

## Guerra de la Independència dels Estats Units
Boone era oficial de la milícia durant la Guerra de la Independència dels Estats Units. A Kentucky es va lliurar la guerra principalment entre els colons americans i els amerindis amb el suport dels britànics. Boone va ser capturat pels guerrers shawnee el 1778. Es va escapar i va alertar les forces de Boonesborough que els shawnee estaven planejant un atac. Encara que àmpliament superats en nombre, els nord-americans van rebutjar els guerrers shawnee al Setge de Boonesborough. Durant la Guerra de la Independència, Boone va ser elegit al primer dels seus tres termes en l'Assemblea General de Virgínia. De tota manera, va lluitar a la Batalla de Blue Licks el 1782, una victòria dels shawnee sobre els patriotes nord-americans, i una de les últimes batalles de la guerra.

## Anys posteriors
Després de la guerra, Boone va treballar com a agrimensor i comerciant, però va quedar molt endeutat com a resultat de les seves inversions en terrenys situats a Kentucky. Frustrat amb problemes legals causats per les seves inversions, el 1799 va emigrar a l'est de Missouri. Va passar la major part de les dues últimes dècades de la seva vida allà.

## Llegat cultural

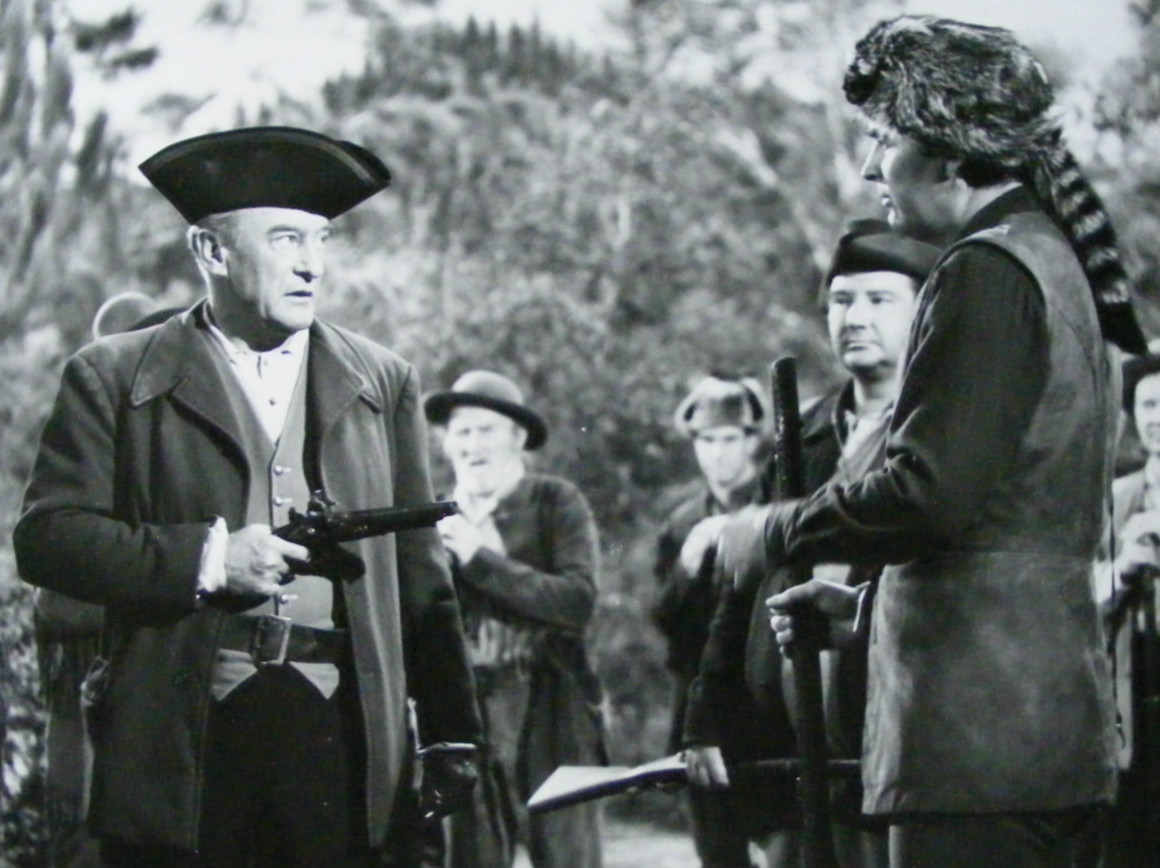
L'actor Fess Parker, a la dreta, interpretant el paper de Daniel Boone en un programa de televisió del mateix nom per a la xarxa nord-americana NBC l'any 1966

Boone segueix sent una figura icònica de la història dels Estats Units. Va ser una llegenda en vida, sobretot després d'un relat de les seves aventures de precisió qüestionable publicat el 1784 per John Filson, pel qual es va convertir famós a tot Europa com un nord-americà "típic" vivint a la frontera de la nova nació. Boone va esdevenir igualment famós a la seva patria quan les històries d'aquestes aventures de Filson van sortir als Estats Units. Després de la seva mort, Boone va ser amb freqüència el tema de contes heroics i obres de ficció. Les seves aventures tant veritables com llegendaris van ser influents en la creació de l'heroi arquetípic de l'oest americà; aquest personatge va aparèixer en diverses pel·lícules i programes de televisió del segle xx. Alhora, la mitologia de Daniel Boone sovint eclipsa els detalls històrics de la seva vida.